# Prehistoria de Siberia
La Prehistoria de Siberia está determinada por varias culturas arqueológicamente distintas. En el Calcolítico, las culturas de Siberia occidental y meridional eran ganaderas, mientras que la taiga oriental y la tundra fueron dominadas por cazadores-recolectores hasta finales de la Edad Media e incluso después. Cambios sustanciales en la sociedad, la economía y el arte indican el desarrollo del nomadismo en las estepas centroasiáticas en el primer milenio antes de Cristo.

## Historia de la investigación
La investigación científica del pasado arqueológico de la región entre los Urales y el Pacífico comenzó durante el reinado de Pedro el Grande (1682-1725), quien ordenó la recolección de los tesoros de oro escita rescatando, así, el contenido de varias tumbas saqueadas y evitando su fundición. Durante su mandato, varias expediciones fueron encargadas de la investigación científica, antropológica y lingüística de Siberia, incluyendo la segunda expedición a Kamchatka del danés Vitus Bering (1733-1743). Los investigadores también se interesaron por la arqueología y llevaron a cabo las primeras excavaciones arqueológicas de kurganes siberianos.Tras una disminución momentánea del interés en la primera mitad del siglo XIX, la investigación arqueológica en Siberia tuvo un nuevo auge a finales del siglo XIX. Las excavaciones fueron particularmente intensas en Siberia meridional y Asia central. Los resultados de la Revolución de Octubre de 1917 crearon diferentes condiciones, a menudo restringidas, para la investigación arqueológica, pero condujeron a proyectos aún más grandes, especialmente excavaciones de rescate frente los grandes proyectos de construcción. Eventualmente, incluso zonas remotas de la Unión Soviética como Sajá y Chukotka fueron exploradas arqueológicamente. Después de la Segunda Guerra Mundial, las labores continuaron. Tras el colapso de la Unión Soviética en 1991, se hizo posible una colaboración mucho más cercana con Occidente.

## Topografía

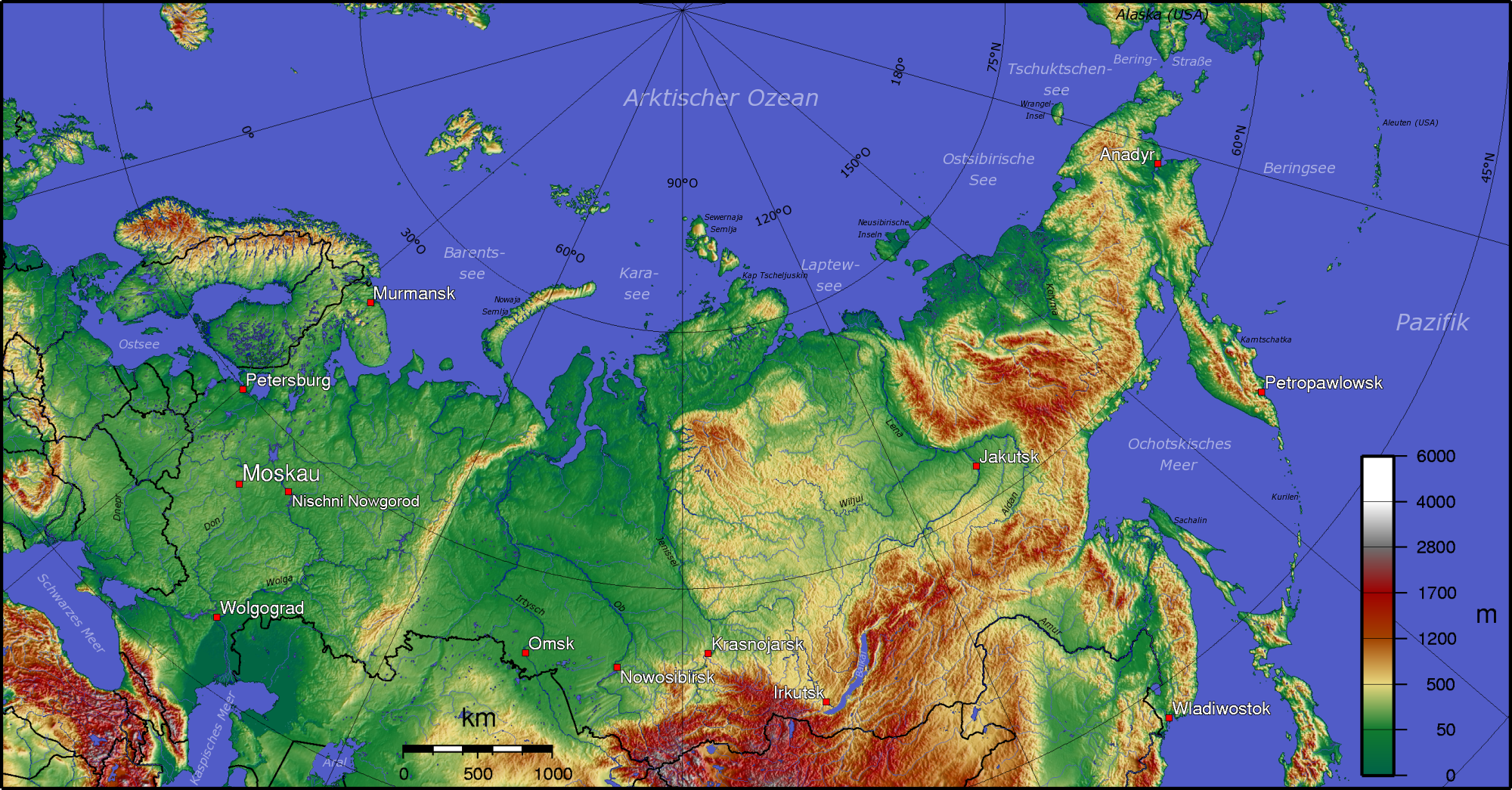
Topografía de Rusia

Siberia se caracteriza por tener una gran variedad de climas, vegetación y paisajes. Al oeste, Siberia limita con los montes Urales. A partir de allí, las tierras bajas del oeste de Siberia se extienden hacia el este, hasta el río Yeniséi. A continuación se encuentran las tierras altas centrales de Siberia, que están delimitadas al este por la cuenca del río Lena, y más adelante están las tierras altas del noreste de Siberia. Siberia limita al sur con una cadena accidentada de montañas y al suroeste con las colinas de la frontera kazaja. El clima en Siberia es muy variable. Sajá, al noreste del Lena, se encuentra entre los lugares más fríos de la Tierra, pero cada año las temperaturas pueden fluctuar en más de 50 °C, desde -50 °C en invierno hasta 20 °C en verano. Las precipitaciones son muy bajas. Esto también ocurre en el suroeste, donde estepas, desiertos y semidesiertos colindan entre sí.
Actualmente, la agricultura sin riego artificial solo es posible en Siberia entre 50° y 60° latitud norte. La situación climática es responsable de los diferentes biomas de la región. En el sector más septentrional, hay tundras con mínima vegetación. La mayor parte de Siberia, aparte de las regiones montañosas, es la taiga, con bosques de coníferas del norte. En el suroeste, esta se convierte en estepa boscosa, e incluso más al sur, se transiciona a las estepas herbáceas y al desierto de Asia central.
Antes del comienzo del Holoceno, hace unos 12 000 años, la situación era diferente. Durante el último periodo glacial (desde antes de 115 000 años hasta unos 15 000 años), la tundra se extendió mucho más al sur y una capa de hielo cubrió los Urales y el área al este del bajo Yeniséi.

## Reseña histórica

### Neolítico (hasta el año 2400a.C.)
Los hallazgos del Paleolítico inferior parecen atestiguarse entre Kazajistán oriental y Altái. El entierro de un niño neandertal encontrado en 1938 muestra similitudes con el Musteriense de Irak e Irán. En el Paleolítico superior, por el contrario, la mayoría de los restos se encuentran en los Urales, donde, entre otras cosas, se han hallado tallados rupestres que representan mamuts, en Altái, en el alto Yeniséi, al oeste del lago Baikal de alrededor de 25 000 años a. C. en la costa del mar de Láptev, al norte del círculo ártico. Se encontraron restos de chozas en el asentamiento de Mal'ta cerca de Irkutsk. Estatuillas de animales y mujeres (Venus de Mal'ta) hacen recordar al Paleolítico superior europeo. El Paleolítico siberiano continúa hasta bien entrado el Mesolítico europeo. En el período posglacial, la taiga se desarrolló. No se han encontrado microlitos, que sí son comunes en otros lugares.
En el norte de Asia, el Neolítico (5500-3400 a. C.) es un término básicamente cronológico, ya que no hay evidencia de agricultura o incluso pastoreo en Siberia durante el Neolítico centroeuropeo. Sin embargo, las culturas neolíticas del norte de Asia se distinguen de las culturas mesolíticas precedentes y son mucho más evidentes como resultado de la introducción de la cerámica.
El suroeste de Siberia alcanzó un nivel cultural neolítico durante el Calcolítico, que comenzó hacia finales del cuarto milenio a. C., que coincidió aproximadamente con la introducción del trabajo con cobre. En las regiones septentrional y oriental no se observa ningún cambio perceptible.

### Edad de bronce (2400-800a.C.)
En la segunda mitad del tercer milenio antes de Cristo, el bronce llegó a las culturas del oeste de Siberia. Los grupos calcolíticos en las laderas del este de los Urales desarrollaron la llamada cultura de Andrónovo, que adoptó diversas formas locales. Los asentamientos de Arkaim, Olgino y Sintashta son particularmente notables como los primeros indicios de urbanización en Siberia. En los valles del Obi y del Irtish las mismas culturas cerámicas allí atestiguadas durante el neolítico continuaron; los cambios en la región Baikal y Yakutia fueron muy leves.

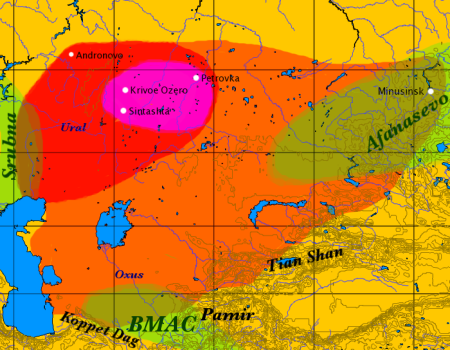
La extensión de la cultura de Andrónovo (en rojo) durante la Edad del Bronce Medio

En la Edad del Bronce Medio (1800-1500 a. C.), la cultura de Andrónovo de Siberia occidental se expandió notablemente hacia el este e incluso llegó al valle del Yeniséi. En todas las expresiones locales de la cultura de Andrónovo se encuentran cerámicas homogéneas, que se extienden también a las culturas del Obi. Aquí, sin embargo, se mantuvieron también tradiciones cerámicas neolíticas únicas.
Con el comienzo de la Edad del Bronce Tardía (1500-800 a. C.), se produjeron desarrollos culturales cruciales en el sur de Siberia. La cultura de Andrónovo se disolvió; sus sucesores del sur produjeron una cerámica completamente nueva, con elementos ornamentales bulbosos. Al mismo tiempo, las culturas del sur también desarrollaron nuevas formas de trabajar el bronce, probablemente como resultado de la influencia del sureste. Estos cambios fueron especialmente significativos en la región de Baikal. Allí, la cultura material calcolítica que había continuado hasta entonces fue reemplazada por una cultura pastoralista de bronce. Allí y en Yakutia, el bronce solo se utilizó como material por primera vez en ese momento.

### Edad del Hierro (800a.C.-500d.C.)
La permanencia cultural en el Obi continuó en el primer milenio a. C., cuando comenzó la Edad del Hierro en Siberia; el estilo cerámico local perdura incluso en este período. En la estepa centroasiática se produjo una división mucho mayor: la sociedad sedentaria, predominantemente pastoril de finales de la Edad del Bronce, es reemplazada por los nómadas a caballo que seguirían dominando esta región hasta los tiempos modernos. La movilidad, que posibilitaba la nueva forma cultural, desencadenó una dinámica poderosa, ya que a partir de entonces los pueblos de Asia Central pudieron atravesar la estepa en gran número. Este desarrollo no afectó a las culturas sedentarias vecinas. La antigua China fue amenazada por los Xiongnu y sus vecinos, los antiguos estados del Irán actual se enfrentaron a los masagetas y saces, y el Imperio romano finalmente fue confrontado por los hunos. Los cambios sociales están claramente indicados en los hallazgos arqueológicos. Los asentamientos ya no existen, los miembros de la nueva élite fueron enterrados en kurganes ricamente amueblados y se desarrollaron formas de arte completamente nuevas.
En las estepas más húmedas del norte, la sedentaria cultura pastoril de la Edad del Bronce Tardía se desarrolló bajo la influencia de la cultura material de los nómadas. Los asentamientos protourbanos como Tshitsha forman la cultura Irmenia tardía en el oeste de Siberia y los asentamientos en el norte del área cultural de Xiongnu.

## Período posterior
En muchos lugares, la transición a períodos posteriores sigue siendo compleja debido a la falta de pruebas arqueológicas. Sin embargo, algunas generalizaciones son posibles. En las estepas de Asia Central, los grupos túrquicos se vuelven reconocibles en el siglo V. A lo largo de los siglos siguientes, se expandieron hacia el norte y el oeste hasta que, finalmente, controlaron todo el sur de Siberia. La zona más al norte, donde se encontraban los hablantes de lenguas urálicas y paleosiberianas, es todavía poco conocida. La siguiente ruptura clara en la historia de Siberia es la expansión rusa hacia el este, que comenzó en el siglo XVI y que solo concluyó en el siglo XIX. Este proceso marca el comienzo de la modernidad en Siberia.

## Pueblos y lenguas
La primera evidencia histórica confiable para el área aparece al principio del primer milenio antes de Cristo, con fuentes del Oriente Próximo. Las fuentes griegas y chinas también están disponibles un poco más tarde. Así, ciertas afirmaciones sobre los pueblos y las lenguas de la región solo son posibles desde la Edad del Hierro. En épocas anteriores y en la parte norte de Siberia, solo se dispone de pruebas arqueológicas. Algunas teorías, como la hipótesis de los kurganes de Marija Gimbutas, intentan relacionar familias lingüísticas hipotéticas con culturas arqueológicas, pero este es un método muy impreciso.
Solo desde el primer milenio a. C., cuando las culturas alfabetizadas vecinas entraron en contacto con la gente de la estepa, es posible hacer afirmaciones certeras. En las estepas al norte del Mar Negro y al este del Mar Caspio, las fuentes griegas, asirias y persas dan fe de los nómadas a caballo, que pueden ser considerados como hablantes de lenguas iranias. Los primeros informes de la antigua China acerca de los nómadas del norte de China datan del mismo período, junto con varios grupos no identificados de los textos de la dinastía Shang y Zhou, los Xiongnu son dignos de mención. Basándose en los nombres personales y los títulos transmitidos por las fuentes chinas, diferentes estudiosos han intentado identificar el idioma de los Xiongnu como una lengua turca temprana, una lengua protomongólica o una lengua yeniseica. A principios de la Edad Media, los pueblos iranios desaparecieron y, en su lugar, los pueblos turcos se extendieron por toda la región entre el extremo oriental de Europa y el noreste de Siberia. En las zonas al norte de las estepas asiáticas, se sospecha que se establecieron los hablantes de las lenguas urálicas y paleosiberianas. En la Edad Media, también aparecen aquí pueblos túrquicos, pero su alcance prehistórica no está claro.

## Culturas

### Siberia antes del Calcolítico
Los primeros hallazgos arqueológicos conocidos de Siberia datan del Paleolítico Inferior. En varios lugares de Siberia occidental, la región de Baikal y Yakutia, se han encontrado lugares de almacenamiento desde los primeros tiempos del Neolítico, que han permanecido en uso durante siglos. Junto a los asentamientos de carpas que no dejaban vestigios en el terreno, había también chozas, a menudo enterradas ligeramente en el suelo, cuyas paredes y techos eran de hueso animal y cuernos de reno. Las herramientas y armas se fabricaban en su mayor parte de piedra, pizarra y hueso, con pocas diferencias perceptibles entre ellas a pesar de su amplio alcance cronológico y geográfico. En algunos asentamientos se han encontrado antiguas piezas de arte, que consisten en esculturas y grabados de seres humanos, animales y abstractos. Los habitantes del Paleolítico y Mesolítico de Siberia eran cazadores-recolectores, cuyas presas eran mamuts y renos, y ocasionalmente peces. En el siglo VI a. C., la alfarería se extendió por toda Siberia, que los estudiosos consideran el principio del neolítico siberiano. A diferencia de Europa y Oriente Próximo, este acontecimiento no marcó un cambio importante en el estilo de vida, la economía o la cultura.

### Cazadores-recolectores en Yakutia y la región Baikal
Los habitantes prehistóricos de las vastas áreas de la taiga y la tundra al este de los Yeniséi y al norte de Baikal difieren de muchas maneras de las culturas prehistóricas de las otras partes del norte de Asia. Hay evidencia más sólida de lo habitual para la permanencia de los asentamientos desde el Mesolítico hasta la segunda mitad del primer milenio después de Cristo, cuando ocurrió la transición aún no del todo clara al período medieval. A pesar de la enorme extensión geográfica del área, solo se observan pequeñas diferencias locales, lo que indica que se trata de habitantes nómadas muy itinerantes. La primera cultura en Yakutia en hacer cerámica fue la cultura Syalach, que ha sido datada por radiocarbono en el quinto milenio antes de Cristo. Son conocidos por un tipo de alfarería decorada con motivos de red y franjas con marcas de punzadas. Sus restos incluyen armas y herramientas hechas de piedra y hueso. Se conocen una serie de asentamientos, algunos de los cuales ya estaban en uso en el Mesolítico, donde los hallazgos se limitan a fogones y fosas, mientras que los restos de construcciones están totalmente ausentes. Por lo tanto, los encargados de la cultura Syalach eran nómadas que sobrevivían de la caza y la pesca y habitaban ciertos lugares en función de las estaciones del año.
Esta cultura gradualmente se transforma en la cultura Belkatshi sin ninguna separación clara. Su alfarería presenta adornos de cuerdas, rayas, líneas en zigzag y similares. Sus muertos fueron enterrados de espaldas en tumbas de barro. Por lo demás, no se aprecian grandes diferencias con la cultura precedente. La cultura Ymyjachtach, que perduró durante todo el segundo milenio a. C., está marcada por un nuevo tipo de "gofre cerámico", cuya parte superior está decorada con impresiones textiles y toma como resultado un aspecto de gofre. Hacia finales del segundo milenio antes de Cristo, el trabajo en bronce llegó a Yakutia, que marca el comienzo de la cultura Ust-Mil. En el primer milenio antes de Cristo, una cultura independiente se desarrolló en la Península de Taimyr, que compartía sus características básicas con la cultura Ust-Mil. La Edad de Hierro comenzó en Yakutia alrededor del siglo V a. C., pero aparte de la adopción de armas y herramientas de hierro, no marca un cambio importante en la cultura material.
El desarrollo cultural en la región neolítica y calcolítica de Baikal, donde las circunstancias fueron similares a las de Yakutia hasta la aparición, en la Edad de Bronce Tardía, de la cultura de las Tumbas de lajas. También aquí existían algunos lugares de almacenamiento de múltiples niveles que se remontaban a la época del Mesolítico, con fogones, fosas de desechos y pozos de almacenamiento, pero sin restos de edificaciones. La cerámica era similar a la de Yakutia y muestra un desarrollo más o menos paralelo. Los entierros se realizan en su mayoría sobre sus espaldas y estaban cubiertas por losas de piedra. Una excepción es el área del río Onon, donde se encuentran las tumbas en cuclillas. Los enterramientos y hallazgos óseos indican que los habitantes vivían de la caza de osos, peces, alces y castores. La importancia de la caza para su cultura se refleja en las esculturas de huesos y superficies rocosas. Sus temáticas principales son las personas que cazan animales. A diferencia de Yakutia, el pastoreo fue adoptado en la región de Baikal antes de la Edad Media; las primeras evidencias provienen de la cultura calcolítica Glazkovskaya.

### Sociedades sedentarias de Siberia occidental y la región del Baikal
Desde el Neolítico o a principios del Calcolítico, grupos sedentarios en los que el pastoreo desempeñó un importante papel económico desarrollado en el suroeste de Siberia. La transición al nuevo sistema económico y al sedentarismo fue muy suave. Posteriormente, se extendió a la región del Baikal, donde la influencia del norte de China también pudo haber tenido un impacto.

#### Cerámica

(Figura A) Vasija de la cultura de Igrekov de la Edad del Bronce Medio (Siberia occidental, hacia 2000 a. C.) con hileras de punción

A lo largo de todo el período prehistórico siberiano, desde el Neolítico hasta la Edad del Hierro, hay una variedad muy limitada de tipos cerámicos. La gran mayoría de los restos cerámicos son vasos redondos bulbosos, a menudo con bordes doblados. En el Neolítico tenían bases cóncavas, mientras que más tarde las bases planas se hicieron más comunes. En la parte oriental de la estepa del oeste de la selva siberiana, en los bosques del Obi, Irtish y Yeniséi, la decoración consistía en patrones de peine, filas de pinchazos y hoyuelos, dispuestos en largas series o campos (Figura A).

(Figura B) Vasija de la Edad Media de la cultura de Andrónovo (centro de Kazajistán, hacia 1600 a. C.) con bandas de meandro y triángulos sombreados

En el transcurso del dramático crecimiento de la cultura de Andrónovo en la Edad de Bronce, otro tipo de decoración se extendió por la región. Ejemplos de ello la cerámicas con bandas de meandro, patrones de espiga y triángulos (Figura B). Estos tipos de cerámica perduraron hasta la Edad del Hierro en el oeste de Siberia, sin embargo, se puede ver un marcado declive en la decoración, contemporánea con la entrada de los nómadas escitas y húngaros sármatas. Esto se aplica incluso a las propias culturas nómadas.

#### Arte y pequeños hallazgos
A excepción de la decoración abstracta de la cerámica, que se ha tratado anteriormente, los objetos artísticos se encuentran en el sur de Siberia solo a principios de la Edad del Bronce.

Fragmento de cerámica con máscara antropomorfa (cultura Samus, Edad del Bronce Temprana hacia el año 2000 a. C.)

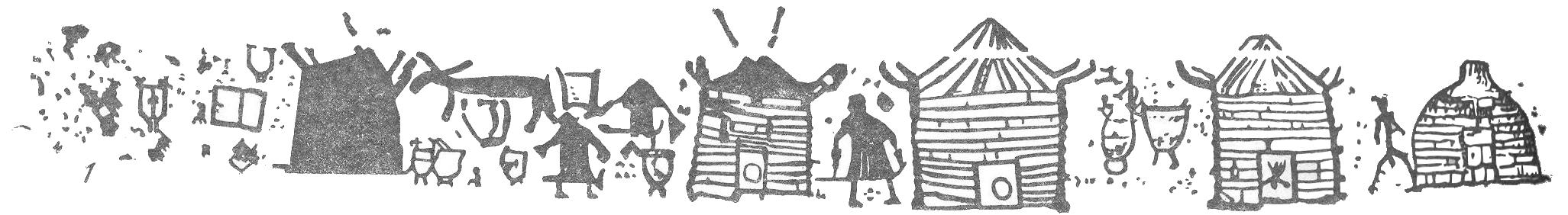
Imagen en la cara de una roca de la cultura Tagar de la Edad del Hierro (Yeniséi Medio, siglos IX-III a. C.), que representa un asentamiento

Los objetos de la cultura Karakol en Altái y la cultura Okunev en el centro del Yeniséi tienen motivos antropomórficos en placas de piedra y estelas; la cultura Okunev también produjo esculturas humanoides. El arte de la cultura Samus del alto Obi está relacionado con estos. Además de esculturas humanoides y cabezas humanas grabadas en cerámica, la cultura Samus también produjo falos de cerámica y cabezas de animales. Miembros de la cercana cultura Susgun produjeron figuras humanoides en hueso. Los únicos objetos artísticos de la Edad del Bronce Tardío son las primeras piedras de ciervo del sur de Siberia, estelas de piedra adornadas con imágenes de ciervo, que posteriormente fueron imitadas por el arte escita.
El estilo animal de los nómadas a caballo siberiano del sur solo tuvo influencia en las culturas de las tierras bajas del oeste de Siberia. Un estilo totalmente único fue desarrollado por la cultura Kulaika y sus vecinos en el centro y el bajo Obi. Aquí se fabricaron figuras de bronce de animales y personas, en las que las águilas y los osos desempeñaron un papel especialmente importante.

#### Arquitectura
El material de construcción predominante en el norte de Asia prehistórico era la madera; la piedra se usaba como cimentación a lo sumo. La mayoría de las casas eran estructuras estrechas, hundidas a menos de un metro de profundidad en la tierra y con un trazado rectangular o circular. Raras veces se presentan formas ovaladas o poligonales. La estructura de los techos puede haber sido de madera o tejados a dos aguas. En muchas culturas, se construyó un pequeño pórtico similar a un pasillo delante de la entrada. Uno o más hogares fueron encontrados en el interior de la casa.

Poblado fortificado, similar a una ciudad, de la cultura Irmenia tardío (finales de la Edad del Bronce, 1100 a. C.) en Tshitsha, al oeste de Siberia

Las llanuras inundables y las orillas de los lagos fueron los lugares preferidos para asentamientos. Los asentamientos podrían adoptar formas completamente diferentes en diferentes culturas; pequeños grupos de casas, grandes asentamientos no fortificados, asentamientos fortificados parecidos a la ciudad y complejos de fortaleza elevados se encuentran todos ellos. En todas las culturas sedentarias se encuentran en gran número pequeños grupos de casas parecidas a los pueblos. En algunos casos, como el asentamiento calcolítico de Botai en el río Ishim, los asentamientos experimentaron una expansión sustancial. No era inusual que los asentamientos más grandes tuvieran muros y cementerios externos, como en el caso de los asentamientos siberianos del oeste de Sintashta y Tshitsha. El espacio interior de estos asentamientos de tipo urbano era denso y lleno de casas rectangulares, lo que indicaba una forma de urbanismo. Los asentamientos fortificados en lugares elevados, como los situados en la depresión de Minusinsk y Jakasia en las Edad del Hierro y del Bronce, se distinguen generalmente de estos asentamientos por su pequeño tamaño. Su propósito aún no está claro; pueden haber sido refugios temporales, los asientos de las elites o santuarios.

#### Sociedad
A diferencia de los grupos nómadas de épocas anteriores y de la Siberia nororiental, las estructuras sociales complejas pueden observarse en los grupos sedentarios de la Siberia occidental a principios de la Edad de Bronce. Su existencia está reflejada en los asentamientos de tipo urbano y en la diferenciación social que indican las diferencias en sus objetos funerarios. En la Edad del Bronce Media, este desarrollo parece haberse revertido y la diferenciación social solo es reconocible de nuevo en la Edad del Bronce Tardía y la Edad del Hierro. Dado que la parte septentrional del oeste de Siberia era desconocida para las antiguas culturas alfabetizadas y que los antiguos habitantes de esta región no han dejado ningún material literario, es muy difícil hacer afirmaciones detalladas sobre su sociedad. En referencia a las poblaciones asentadas de los wusun, que se establecieron en Tian Shan y Zhetysu, las fuentes chinas indican la existencia de un rey y varios nobles.

#### Economía
La economía de la población sedentaria en la Siberia prehistórica estaba dominada por el pastoreo. El ganado bovino fue criado intensivamente en todas las culturas, al igual que las ovejas y las cabras. La cría de caballos se hizo muy importante en el oeste de Siberia, particularmente con el comienzo de la Edad del Hierro. Una imagen algo diferente se da por los hallazgos de los Xiongnu, que también habían domesticado cerdos y perros. La caza y la pesca fueron inicialmente un suplemento importante, pero perdieron gran parte de su importancia con el tiempo.
Sobre la base de importantes restos de herramientas y los posibles restos de sistemas de irrigación, muchos investigadores han propuesto un amplio uso de la agricultura, pero otros estudiosos afirman que los restos de cereales y otras pruebas evidentes solo se encuentran en las culturas más australes, como los restos de los wusun de Tian Shan y Zhetysu. Allí, al igual que en las partes septentrionales del territorio de Xiongnu, se cultivaba mijo y también se han encontrado restos de trigo y arroz. Las semillas de mijo también se encuentran en las tumbas de Tuvá, lo que posiblemente indica que una población desconocida hasta ahora de agricultores asentados, que podrían haber sido responsables del trabajo metalúrgico de la zona, existía allí junto a los nómadas a caballo.
Desde el calcolítico, la actividad minera y metalúrgica también se dio. Esto se manifiesta en hallazgos de escorias, herramientas y talleres en diversos contextos culturales.

#### Religión y prácticas funerarias

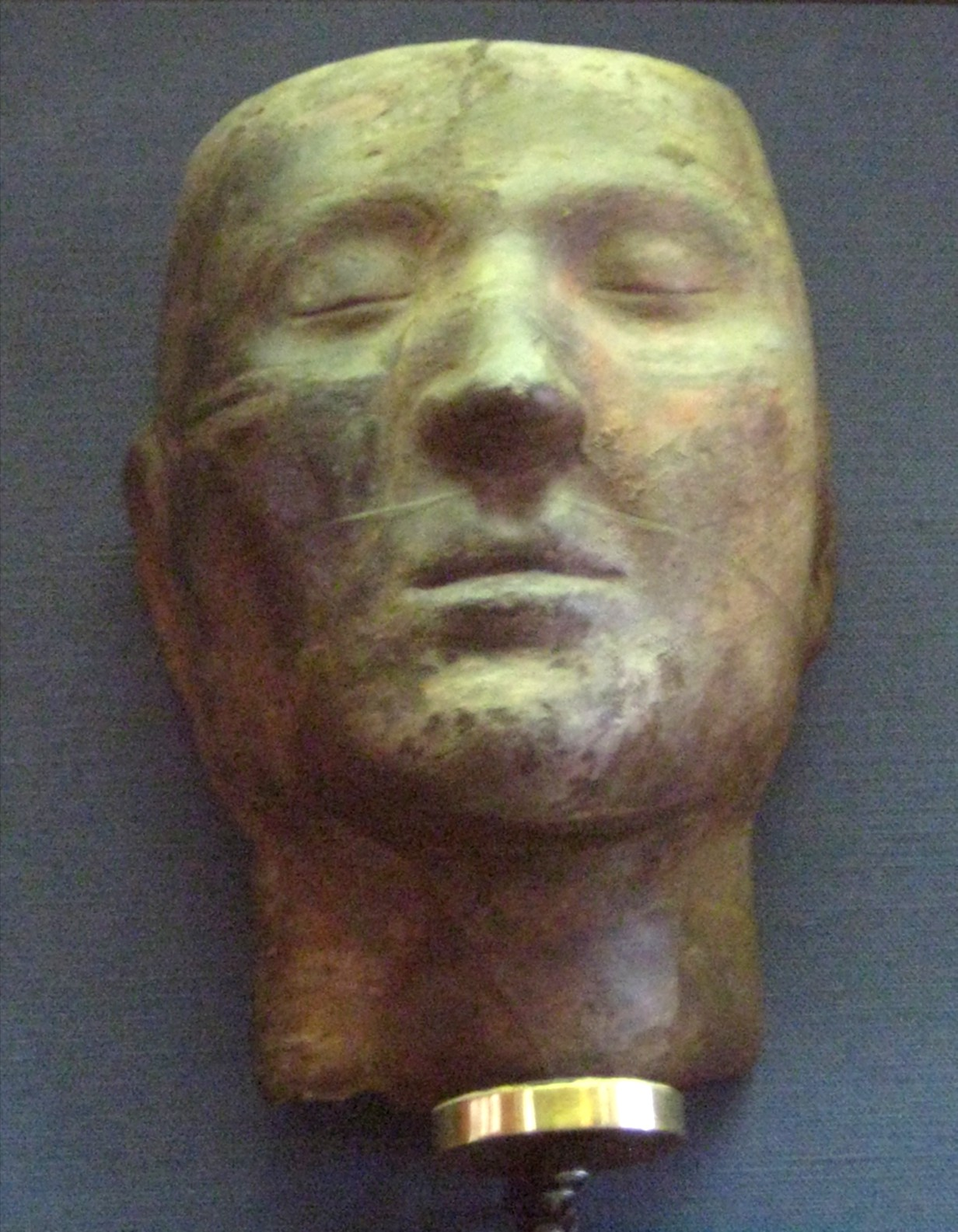
Máscara fúnebre de una tumba de la cultura Tashtyk (siglo I-IV d. C., depresión de Minusinsk)

Las costumbres funerarias de las sociedades sedentarias se caracterizaban por una gran variedad. En el calcolítico de Siberia occidental, se encuentran tumbas sencillas y planas, en las que el cadáver está acostado boca arriba. En la Edad del Bronce Temprana, los kurganes fueron construidos por primera vez, cuyos habitantes eran miembros de una clase guerrera recién desarrollada (a juzgar por los objetos funerarios enterrados con ellos) y no fueron enterrados en simples fosas, sino en estructuras de madera o piedra. Ya en la Edad del Bronce Media, durante la cultura de Andrónovo, se encuentran los kurganes, pero sin diferencias respecto a sus objetos funerarios. Los cuerpos eran enterrados en cuclillas o cremados. Un poco más tarde, en la cultura de Karasuk, en el centro del Yeniséi, las tumbas cuentan con recintos rectangulares de piedra, que se convirtieron en los kurganes de piedra característicos de la zona de la cultura Tagar en la Edad del Hierro. Un lugar especial ocupa la cultura de las Tumbas de lajas de la Edad del Hierro en el área de Transbaikalia; sus muertos fueron enterrados en cistas de piedra. El entierro de cuerpos acostados de espaldas que se practicaba en el oeste de Siberia continuó en las culturas escitas en desarrollo del sur de Siberia.
Solo se conocen santuarios aislados. Entre ellos se hallan los numerosos sitios de ofrendas calcinadas que se encuentran cerca de la necrópolis de la cultura calcolítica de Afanásievo en el sur de Siberia. Consistían en simples círculos de piedra que contenían cenizas, alfarería, huesos de animales y herramientas hechas de cobre, piedra y hueso. Las numerosas construcciones circulares que contienen estacas y muros de madera, en las necrópolis cercanas al poblado de Sintashta en la Edad del Bronce, son probablemente edificaciones religiosas.

### Pueblos esteparios de la Edad del Hierro de Asia Central y Oriental
Los nómadas a caballo que fueron característicos de la estepa asiática hasta los tiempos modernos son un fenómeno relativamente reciente. Incluso a finales del segundo milenio a. C., los pastores ya establecidos vivían en las regiones áridas de Asia Central. Fueron reemplazados por los primeros nómadas a caballo en el curso del primer milenio a. C. de formas que no están del todo claras. La transición hacia los grupos sedentarios más al norte fue fluida en muchos lugares. Los habitantes de la depresión de Minusinsk seguían siendo pastores establecidos incluso en la Edad del Hierro, pero su desarrollo cultural muestra una gran afinidad con los nómadas vecinos. Los Xiongnu, en la región de Transbaikalia, muestran características tanto de nómadas a caballo como de pastores y agricultores asentados. La situación en el norte de Tianshan y Zhetysu es notable, a principios de la Edad del Hierro vivieron allí los Sakas nómadas, pero la región fue ocupada posteriormente por los sedentarios wusun.
Las anteriores culturas nómadas son referidas conjuntamente por los arqueólogos usando el término "escita", que es el antiguo término griego para un grupo de nómadas a caballo que vivían al norte del Mar Negro; en un sentido más amplio se refería a todos los nómadas a caballo en la estepa euroasiática. El siglo III d. C. marca el comienzo del periodo huno-sármata, llamado así por dos grupos nómadas del sur de Rusia, que continuaron hasta el establecimiento del kaganato Köktürks en el siglo VI d. C.

#### Arte

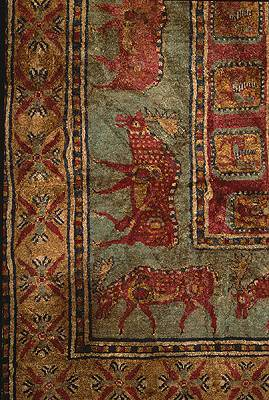
Alfombra con alces en fila (alfombra Pazyryk)

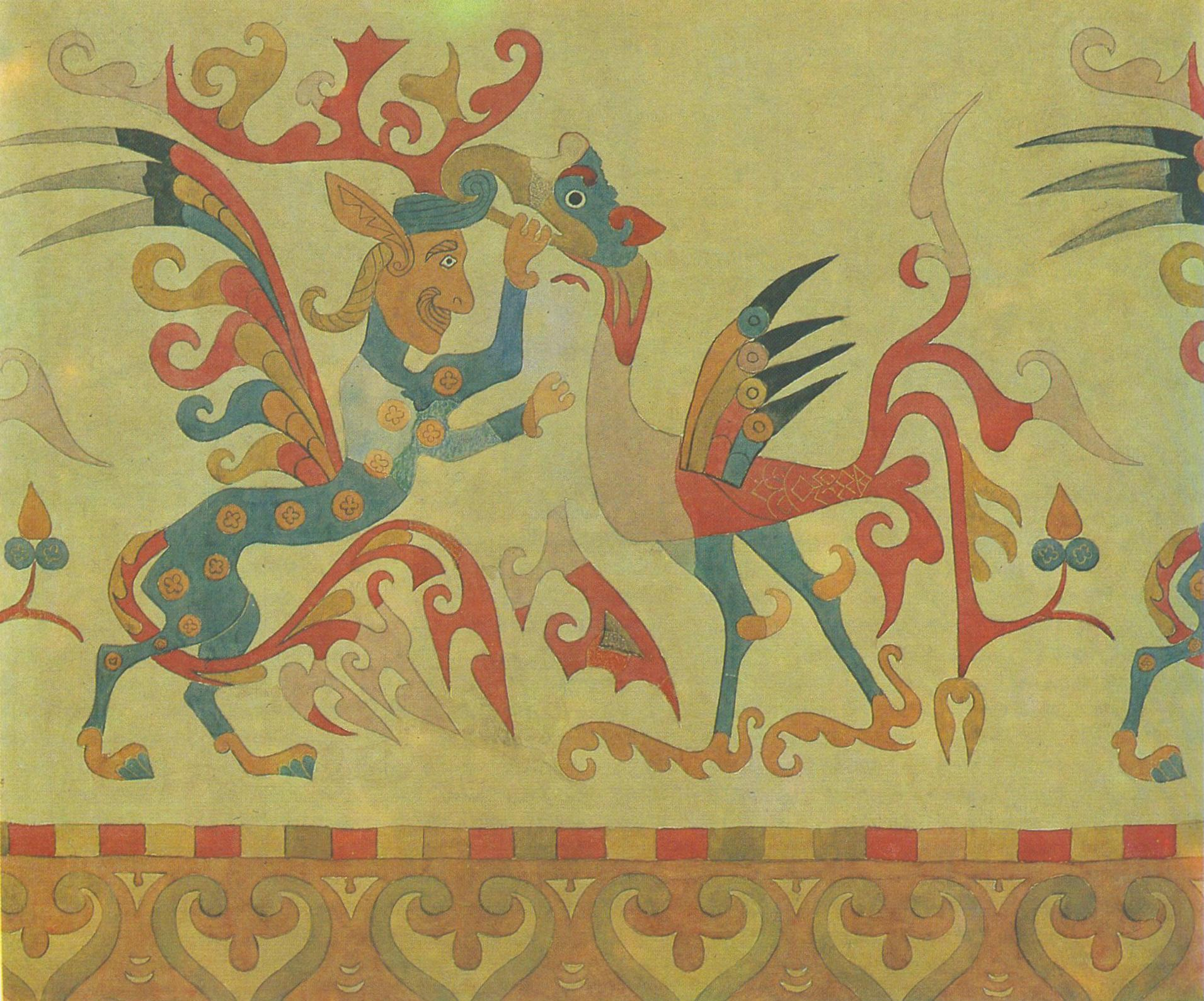
Alfombra de fieltro que representa una batalla entre un ser híbrido y un grifo (Pazyryk)

Mientras que el arte de las culturas asentadas en la estepa asiática de la Edad del Bronce estaba dominado por motivos antropomorfos, el advenimiento de los nómadas a caballo estuvo acompañado por el desarrollo del estilo animal escito-sármato, que compartían todos los pueblos esteparios de Asia y Europa oriental. Sus motivos básicos fueron tomados de un repertorio de animales salvajes, con una notable ausencia de animales que eran importantes para la vida cotidiana de los nómadas a caballo. Así, las representaciones de caballos y de personas son extremadamente raras. En cambio, los motivos comunes son ciervos, en su mayoría acostados, alces, gatos grandes (que indican la influencia de Oriente Próximo), grifos e híbridos. A veces los animales se presentan entrelazados, las parejas de diferentes especies de animales pueden estar entrelazadas de una manera puramente ornamental, o representadas peleándose entre sí. Una hilera de los miembros de la misma especie a menudo aparecen en los bordes, mientras que las partes aisladas de los animales, como sus cabezas, a menudo sirven como ornamentos.
Especialmente en las estepas occidentales se encuentran objetos de metal casi exclusivamente decorados con elementos de estilo animal. En el permafrost del sur de Siberia y Transbaikal se encuentran también alfombras de fieltro y otros textiles con elementos del estilo animal, entre los que merece especial atención un cisne de fieltro relleno de musgo. La piedra solo se utilizó un poco, sobre todo en la llamada "estela del ciervo", probablemente antropomorfa, que fue decorada con un venado y se encuentran en el sur de Siberia, Transbaikalia y Mongolia. Finalmente, los cuerpos de personas importantes fueron tatuados con motivos del estilo animal.
Los orígenes del estilo animal no están claros. Con base en las posibles interrelaciones con el arte oriental antiguo, se ha propuesto una fuerte influencia del sur. La datación temprana de algunas piezas del sur de Siberia, sin embargo, hace más probable un desarrollo local en las estepas. Es cierto, sin embargo, que especialmente en Asia Central y en la zona norte del Mar Negro, el arte griego y persa tuvo una gran influencia en el arte de los pueblos esteparios.

#### Sociedad
Las características conocidas, que fueron compartidas por las sociedades de las culturas nómadas a caballo de la Edad del Bronce, incluyen una poderosa élite guerrera, cuya riqueza y fuerza está manifiesta en sus elaborados objetos funerarios. Particularmente interesante en este contexto son los informes chinos que proporcionan descripciones detalladas de la sociedad del Xiongnu. Según ellos, la población estaba dividida en grupos similares a los clanes, que se agrupaban en grandes alianzas de clanes. Sus líderes se mantuvieron en una estricta jerarquía y estaban todos bajo la autoridad de los Chanyu, el comandante de toda la confederación de Xiongnu.

#### Economía
Los nómadas a caballo del interior del Asia eran pastores nómadas y probablemente viajaban en grupos más bien pequeños. Se centraron especialmente en las ovejas, cabras y caballos, y en algunas regiones en otros animales, como el camello. La agricultura fue realizada paralelamente por poblaciones asentadas, pero probablemente no desempeñó un papel importante. La agricultura fue realizada paralelamente por poblaciones asentadas, pero probablemente no desempeñó un papel importante. La extracción de minerales y la metalurgia, conocidas por algunas culturas nómadas, fue realizada probablemente por grupos establecidos muy esquivos.

#### Religión y prácticas funerarias
Todas las culturas nómadas a caballos compartían el entierro de los muertos en tumbas estrechas conocidas como kurganes. Su tamaño es muy variable, con un radio entre 2 y 50 metros y una altura inferior a uno o más de 18 metros, lo que evidentemente refleja diferencias en la jerarquía social.

Kurgánn de Pazyryk en Altái. En el centro hay un pozo y detritus dejado por los saqueadores de tumbas.

En algunas regiones, los kurganes están rodeados por varios tipos de cercado de piedra. Las tumbas más o menos rectangulares de la cultura Tagar tardía a veces estaban rodeadas por una hilera de piedras en el borde del montículo del kurgán, que estaba dividido por piedras más altas a intervalos regulares, posteriormente estas estaban generalmente solo en las esquinas. En la cultura de Tuvá, en la Edad del Hierro, algunos pero no todos los kurganes estaban rodeados por un muro de piedra rectangular o redondo. Los kurganes mismos fueron parcialmente construidos de tierra y parcialmente de piedra, con variaciones reginales.
En el terreno debajo del kurgán estaba enterrada una o (muy a menudo) más tumbas. El cuerpo yacía en una cámara de madera o en una piedra. Los objetos funerarios encontrados con ellos indican que las cámaras de madera estaban reservadas para personas de alto rango. Mientras que en los entierros de la Edad del Bronce los cuerpos se encontraban generalmente en posición de agachados, en la Edad del Hierro los muertos solían estar acostados boca arriba. La evidencia acerca de tratamiento de los muertos solo se conoce de Altái y Tuvá, donde algunos cuerpos han sido preservados por el hielo, haciendo posible un estudio detallado. No está claro si el daño al cráneo refleja lesiones que ocurrieron antes o después de la muerte. Las trepanaciones no puede ser asumidas. Después de que los intestinos eran removidos, los cadáveres eran tatuados y embalsamados. Estas tradiciones son descritas también por el historiador griego Heródoto, que incluyó material sobre los escitas al norte del Mar Negro en su obra del siglo V a. C., y es la principal fuente griega sobre los escitas. Incluso su relato sobre la inhalación de cannabis en pequeños grupos durante el funeral ha sido corroborado por los hallazgos de los entierros de Pazyryk. Esta corroboración no solo afirma la exactitud de Heródoto, sino que también indica la homogeneidad cultural de los pueblos esteparios del oeste de Siberia, Asia Central y la región al norte del Mar Negro. Los grandes kurgans del Xiongnu presentan, sin embargo, un cuadro bastante diferente. Allí las cámaras funerarias son más profundas y se accede por una rampa.
Además del cadáver, las cámaras funerarias también contenían objetos fúnebres, cuya riqueza podía variar dramáticamente. Los guerreros montados comunes eran enterrados con un caballo y armas completamente equipados, las mujeres eran enterradas con un caballo, un cuchillo y un espejo. Podían incluir hasta veinticinco caballos ricamente equipados y un carruaje elaborado; la cámara funeraria real era construida con tablas de madera (a menudo de alerce). El cuerpo, junto con una mujer que probablemente lo acompañó en la muerte, yacía, vestido, en un largo ataúd de tronco ataúd de tronco de árbol. En Noin Ula, en Mongolia, las trenzas de una mujer fueron enterradas en vez de la mujer misma. Ejemplos sobresalientes de kurganes son los necropoleos de Pazyryk en Altái, Noin Ula en Mongolia y Arzhan en Tuvá, donde la materia orgánica fue preservada por el permafrost. Así, alfombras de fieltro que decoraban las paredes interiores de la cámara funeraria, los sillares decorados y varias clases de ropa también se encontraron. Aunque muchos grandes kurganes han sido despojados de su contenido por los saqueadores de tumbas, todavía quedan ejemplos excepcionales, incluyendo innumerables objetos de oro.
Debido a la ausencia generalizada de fuentes escritas, la investigación sobre la religión de los esteparios se basa en paralelismos con los pueblos posteriores y en los hallazgos arqueológicos mismos. Los rituales funerarios no dejan ninguna duda sobre la creencia en una vida después de la muerte, en la que los muertos necesitaban los mismos artículos materiales que tenían en vida, de ahí su entierro con ellos.